# Arthur Rook
Arthur Laurence Rook (26 de mayo de 1921-30 de septiembre de 1989) fue un jinete británico que compitió en la modalidad de concurso completo.
Participó en dos Juegos Olímpicos de Verano en los años 1952 y 1956, obteniendo una medalla de oro en Estocolmo 1956 en la prueba por equipos. Ganó cuatro medallas en el Campeonato Europeo de Concurso Completo entre los años 1953 y 1955.

## Palmarés internacional
| Juegos Olímpicos   | Juegos Olímpicos        | Juegos Olímpicos  | Juegos Olímpicos |
| Año                | Lugar                   | Medalla           | Categoría        |
| ------------------ | ----------------------- | ----------------- | ---------------- |
| 1956               | Estocolmo (Suecia)      | Medalla de oro    | Por equipos      |
| Campeonato Europeo |                         |                   |                  |
| Año                | Lugar                   | Medalla           | Categoría        |
| 1953               | Badminton (Reino Unido) | Medalla de oro    | Individual       |
| 1954               | Basilea (Suiza)         | Medalla de oro    | Por equipos      |
| 1954               | Basilea (Suiza)         | Medalla de bronce | Individual       |
| 1955               | Windsor (Reino Unido)   | Medalla de oro    | Por equipos      |